# Sofoklis Schortsanitis
Sofoklis Schortsanitis (en griego: Σοφοκλής Σχορτσανίτης) (Tiko, Camerún,  22 de junio de 1985) es un exjugador de baloncesto griego (de padre griego y madre camerunesa). Mide 2,08 m, y pesa 216 kg. Schortsanitis fue seleccionado en el Draft de la NBA de 2003 en el puesto 34º (2ª ronda) por Los Angeles Clippers, aunque no llegó a debutar en la NBA.

## Inicios
Nacido en Camerún, en la ciudad portuaria de Tiko, Schortsanitis se mudó al país natal de su padre, Grecia, con su madre y su hermano menor llamado Alexandros, cuando era aún muy joven. Schortsanitis comenzó a jugar en su ciudad natal de Kavala. Fue allí donde sus padres le aconsejaron que jugara al baloncesto, ya que a Schortsanitis en un principio, no le gustaba el deporte. Pero poco a poco, la pasión por el baloncesto creció en él y siempre estaba practicando. Finalmente, un ojeador descubrió su talento y lo ánimo a dedicarse a este deporte.

## Trayectoria
Schortsanitis jugó a nivel profesional en la Liga griega desde la adolescencia, empezando en el club Iraklis BC, donde tuvo un promedio de 6,4 minutos y 2,6 puntos por partido. Luego viajó a Italia para jugar en la liga italiana con el Pallacanestro Cantú. A continuación, regresó a Grecia para jugar con el Aris Salónica BC.
Después de su regreso a Grecia, se esforzó para ser un jugador de "potencial ilimitado", ya que había scouts de la NBA interesados en él. En la temporada 2005-06 de la liga griega, George Garbolas lo escogió para ser la nueva estrella del Olympiacos. La prensa criticó el fichaje, indicando que Schortsanitis estaba pasado de peso, pero Garbolas desoyó las críticas, y alentó a Schortsanitis a perder peso. Se convirtió en un miembro vital del equipo, y sus actuaciones impresionaron al seleccionador Panagiotis Giannakis, quien lo convocó para jugar con la Selección de baloncesto de Grecia.
Se caracterizó por su potencial en la pintura y por su fiereza. Es capaz de defender a hombres muchos más altos que él utilizando su espectacular físico. Por su gran masa corporal, debe ser sustituido varias veces en cada cuarto. En Panathinaikos ha cambiado el nombre que porta en su camiseta de Schortsanitis a Sofo, diminutivo de Sofoklis.
En 2015, Schortsanitis pone fin a su segunda experiencia en el Maccabi, que empezó en verano del 2013. Esta última temporada tuvo un promedio de 7.6 puntos y 2.7 rebotes en la liga israelí, y 6.7 puntos y 2.3 rebotes en la Euroliga.
En agosto de 2015 se confirmó que Schortsanitis jugaría la temporada 2015/16 en el Estrella Roja, tal y como anunció el club serbio en sus cauces oficiales.
En noviembre de 2015, el PAOK de Salónica oficializó el fichaje del exjugador del Estrella Roja. El heleno volvía a su país, ya que tuvo un rol muy secundario en el Estrella Roja, en la Adriática jugó una media de 11 minutos y con un promedio de 4.8 puntos y 2.5 rebotes. En la Euroliga aportó 4.5 puntos en 15 minutos en pista.
En octubre de 2017, tras superar una rotura de su Tendón de Aquiles que se produjo el 28 de diciembre de 2016, fichó por una temporada con el Aries Trikala.
En julio de 2019 firmó por una temporada con el Ionikos Nikaias.
El 10 de diciembre de 2020 confirmó que se retiraba definitivamente del baloncesto profesional.

## Selección nacional griega
Después de algunos partidos amistosos y de clasificación, la primera aparición de Schortsanitis tuvo lugar en una gran competición, el Campeonato Mundial de Baloncesto de 2006 en Japón, cuando Grecia obtuvo la medalla de plata al perder con España la final, a la cual había accedido tras derrotar en semifinales a la selección de EE. UU. por 101-95. En aquel encuentro, “Baby Shaq” frenó por completo el ataque de los EE. UU. consiguiendo 14 puntos y una magnífica defensa que será recordada por contribuir a derrotar a la que parecía ya ganadora EE. UU. En particular, Schortsanitis logró varios resultados impresionantes contra la estrella de selección de China Yao Ming y el entrenador del equipo de Estados Unidos. Mike Krzyzewski.

## Palmarés
- Campeón de la Supercopa italiana (2003)
- 4 veces en el All Star de la Liga Griega (2005, 2006, 2007 y 2010)
- 2 veces MVP del All Star Game de la Liga Griega (2006 y 2010)
- Campeón de la Copa Griega (2010)
- Campeón de la ABA Liga (2012)
- Campeón de la A1 Ethniki (2013)
- Campeón de la Euroliga (2014).

### Equipo Nacional de Grecia
- Medalla de bronce en el Campeonato de Europa de la FIBA Sub-18  (2002)
- Medalla de bronce en el Campeonato del Mundo de la FIBA Sub-18 (2001)
- Medalla de plata en el Campeonato Mundial de Baloncesto de 2006
- Medalla de bronce en el Eurobasket 2009 de Polonia